# Болтово (Новгородская область)
Болтово — деревня в Солецком районе Новгородской области.

## География
Находится в западной части Новгородской области на расстоянии приблизительно 16 км на юг-юго-запад по прямой от районного центра города Сольцы на берегу речки Леменка.

## История
Деревня отмечалась еще на карте 1840 года. В 1877 году здесь (деревня Порховского уезда Псковской губернии) было учтено 38 дворов. До 2020 года входила в состав Горского сельского поселения до его упразднения.

## Население
Численность населения: 201 человек (1909 год), 40 (русские 100 %) в 2002 году, 19 в 2010.